# Округ Тајлер (Западна Вирџинија)
Округ Тајлер (енгл. Tyler County) је округ у америчкој савезној држави Западна Вирџинија.

## Демографија
По попису из 2010. године број становника је 9.208, што је 384 (-4,0%) становника мање него 2000. године.
| Група             | 2000.         | 2010.         |
| Белци             | 9.492 (99,0%) | 9.071 (98,5%) |
| Афроамериканци    | 2 (0,0%)      | 14 (0,2%)     |
| Азијати           | 8 (0,1%)      | 12 (0,1%)     |
| Хиспаноамериканци | 41 (0,4%)     | 49 (0,5%)     |
| Укупно            | 9.592         | 9.208         |